# Hypena nepana
Hypena nepana är en fjärilsart som beskrevs av Embrik Strand 1920. Hypena nepana ingår i släktet Hypena och familjen nattflyn. Inga underarter finns listade i Catalogue of Life.